# Robin Solana
Pas d'image ? Cliquez ici

a Compétitions nationales et continentales officielles uniquement.

Dernière mise à jour le 8 juin 2011.
Robin Solana, né le 13 juillet 1986 à Paris, est un joueur de rugby à XV français qui évolue au poste d'arrière au sein de l'effectif de l'AS Macon Rugby

## Biographie
Durant l'été 2009, il passe deux mois en immersion complète avec Adrien Prat-Marty au sein de la franchise néo-zélandaise des Canterbury Crusaders où il suit le programme de l’International High Performance Unit de Canterbury Rugby Union. Il joue également pour New Brighton, un club basé dans la ville de Christchurch qui évolue en première division de la CBS Canterbury Cup.
Lors de la saison 2010-2011, il est prêté par le Montpellier HR au club de l'US Carcassonne où il joue 24 matchs dont 19 comme titulaires pour 66 points marqués. À la fin de son prêt, il signe un contrat de 2 ans avec le club d'Aix-en-Provence qui évolue dans le championnat de Pro D2.

## Clubs
- Saint Denis
- Stade français
- 2006-2010 : Montpellier Hérault rugby
- 2010-2011 : Union sportive carcassonnaise XV (prêt)
- 2011-2013 : Pays d'Aix Rugby Club
- 2013-2016 : AS Mâcon
- 2016-2018 : SO Millau
- 2018-2020 : RC Palavas (entraineur/joueur)

## Palmarès
- Vice-champion de France Espoirs 2007 avec le Montpellier HR[3]
- Champion de France Espoirs 2008 avec le Montpellier HR.